# 秘突腹蛛
秘突腹蛛（学名：Ero aphana）为拟态蛛科突腹蛛属的动物。分布于欧洲以及中国大陆的新疆等地，多生活于草丛。该物种的模式产地在欧洲。